# Альбрехт, Евгений
Евгений А́льбрехт (нем. Eugen Albrecht; 21 июня 1872, Зонтхофен, Бавария — 18 июня 1908, Франкфурт-на-Майне, Германская империя) — немецкий патологоанатом, профессор патологии (1904), директор Патологического института имени доктора Зенкенберга.

## Биография
Евгений Альбрехт в 1896 году окончил Мюнхенский университет, где обучался у Карла Вильгельма Купфера. Затем работал ассистентом Вильгельма Ру в анатомическом институте Галльского университета. В 1897—1898 годах работал на зоологической станции в Неаполе. В 1899 году Альбрехт получил должность ассистента у Отто фон Боллингера в патологическом институте Мюнхенского университета. Также работал прозектором в мюнхенской городской больнице. В этой больнице под руководством Альбрехта была создана образцовая прозектура. В 1904 году Евгений Альбрехт был назначен профессором патологии во Франкфуртском университете и директором Патологического института имени доктора Зенкенберга, который был построен и организован под его руководством. В 1907 году основал научный журнал Frankfurter Zeitschrift für Pathologie. Умер 18 июля 1908 года во Франкфурте-на-Майне на 36 году жизни от лёгочного кровотечения, вызванного туберкулёзом.

## Вклад в медицинскую науку
Среди научных трудов Альбрехта наибольшую известность получили исследования о механизме исчезновения ядер эритроцитов, коагуляционном некрозе, аутолитическом миелине, патогенезе туберкулёзных изменений и опухолях. В научных сочинениях об опухолях он доказывает связь большинства новообразований с порочным развитием тканей, а также устанавливает рациональную квалификацию понятия «опухоль» и разрабатывает их классификацию. Альбрехт ввёл в употребление такие распространённые в наше время медицинские термины, как «бластома», «хористома», «гамартома».